# William Talbot Aveline
Pour les articles homonymes, voir Aveline.
William Talbot Aveline (1822-1903) est un géologue et archéologue britannique.

## Biographie
Il est né à Batheaston, Somerset et grandit à Wrington. À l'âge de 18 ans, il devient l'assistant d'Henry De la Beche travaillant pour le Geological Survey. Il entreprend des travaux de terrain dans les Collines de Mendip, au Pays de Galles, dans le Derbyshire et dans le Lake District.
Le trou d'Aveline à Burrington Combe dans le calcaire des collines de Mendip est nommé en son honneur en 1860 par son ami et étudiant William Boyd Dawkins.
En 1862, il épouse Elizabeth Perkins et ils ont sept enfants.
Les schistes de Stockdale sont nommés par Aveline du beck et du hameau de ce nom à Longsleddale.
En 1894, il devient membre de la Geological Society et remporte la médaille Murchison qui est décernée chaque année par le conseil de la Geological Society of London.
Il meurt à Londres en 1903 et est enterré dans le cimetière de la Church of All Saints, Wrington.